# Canadees gedenkteken Hill 62

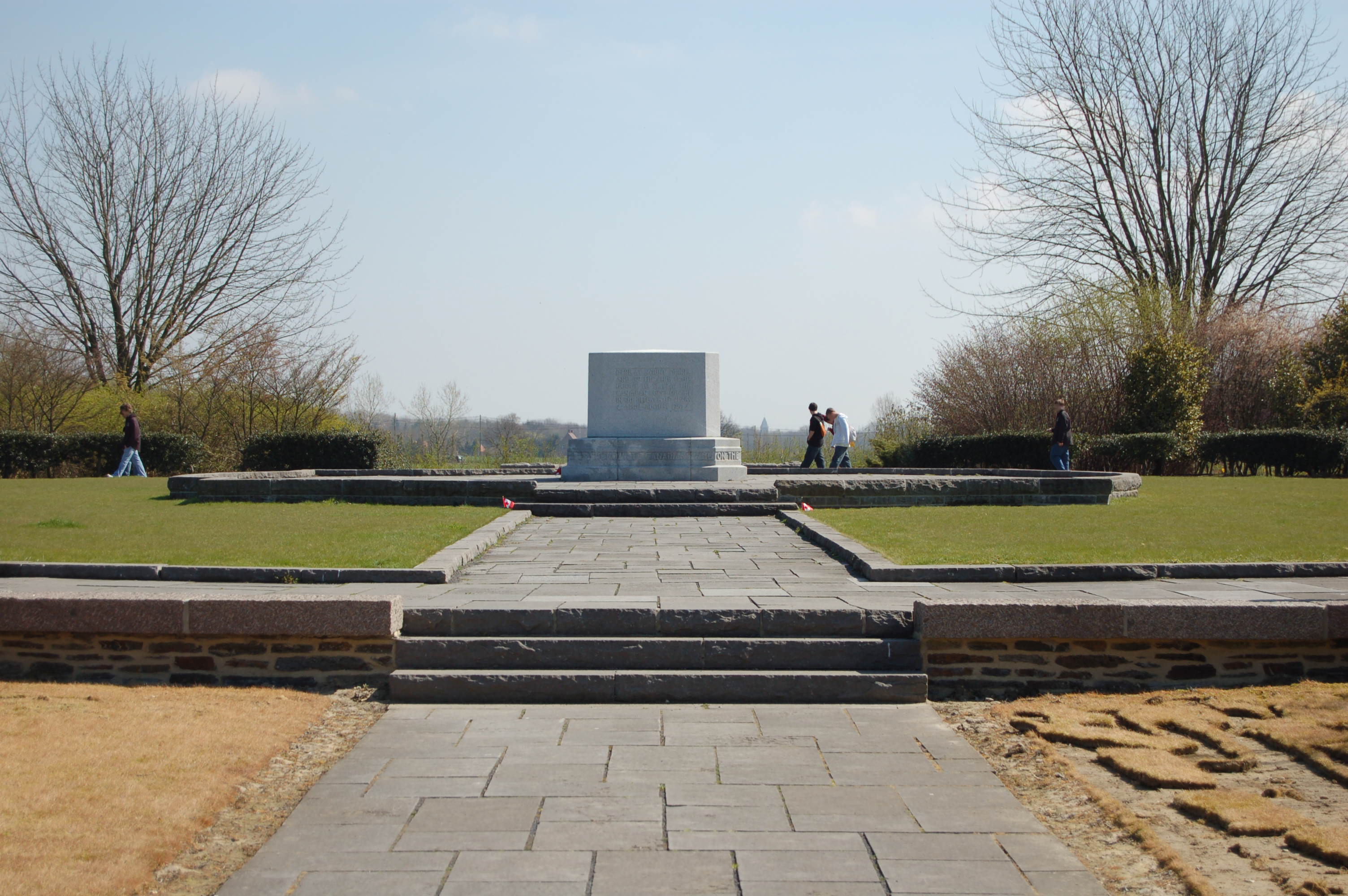

Het Canadees gedenkteken Hill 62 is een oorlogsmonument dat de acties van de eerste, tweede en derde divisie van het Canadese leger tijdens de Eerste Wereldoorlog, meer bepaald de verdediging van de zuidelijke loopgraven van de Ieperboog tussen april en augustus 1916, inclusief acties tijdens de slagen bij de St. Eloi kraters, Hill 62 en Sanctuary Wood gedenkt. Deze slagen waren de eerste keer dat Canadese divisies meededen aan geplande offensieve operaties tijdens WOI. De Canadezen heroverden vitale hoger gelegen posities, waardoor de Duitsers hun overzicht over de stad Ieper verloren. Deze overwinningen gingen echter ten koste van 8430 mensenlevens.

## Locatie
In tegenstelling tot wat de Engelse naam, Mount Sorrel memorial, doet vermoeden, is het monument niet gelegen op de Mount Sorrel, maar de heuvel "Hill 62", met een panoramisch uitzicht op de omgeving. Het bevindt zich ongeveer 300 m ten zuiden van het museum en de begraafplaats van deze heuvel.

## Selectie van de site
De Canadian Battlefields Memorials Commission, opgericht na WOI, kreeg de opdracht om een locatie en ontwerp te kiezen voor enkele monumenten om de Canadese deelneming aan de oorlog te herdenken. Het Canadian National Vimy Memorial werd in Canada zelf gekozen, in België drie: Hill 62, Sint-Juliaan (The Brooding Soldier), Passendale en in Frankrijk vier: Le Quesnel, Dury, Courcelette en Bourlon Wood. Dit waren de locaties van grote veldslagen tijdens de Eerste Wereldoorlog, waarbij het Canadese leger betrokken was. Elke locatie kreeg een identiek granieten blok, waarin een korte beschrijving van de veldslag gekapt is.
De jury die Walter Allwards ontwerp voor het Canadian National Vimy Memorial koos had oorspronkelijk gepland dat dit ontwerp gebouwd zou worden op Hill 62. Leden van het Departement voor militie en defensie en minister-president William Lyon Mackenzie King verkozen echter de locatie in Vimy, waardoor Hill 62 toch het gebruikelijke granieten blok kreeg.

## Beschrijving

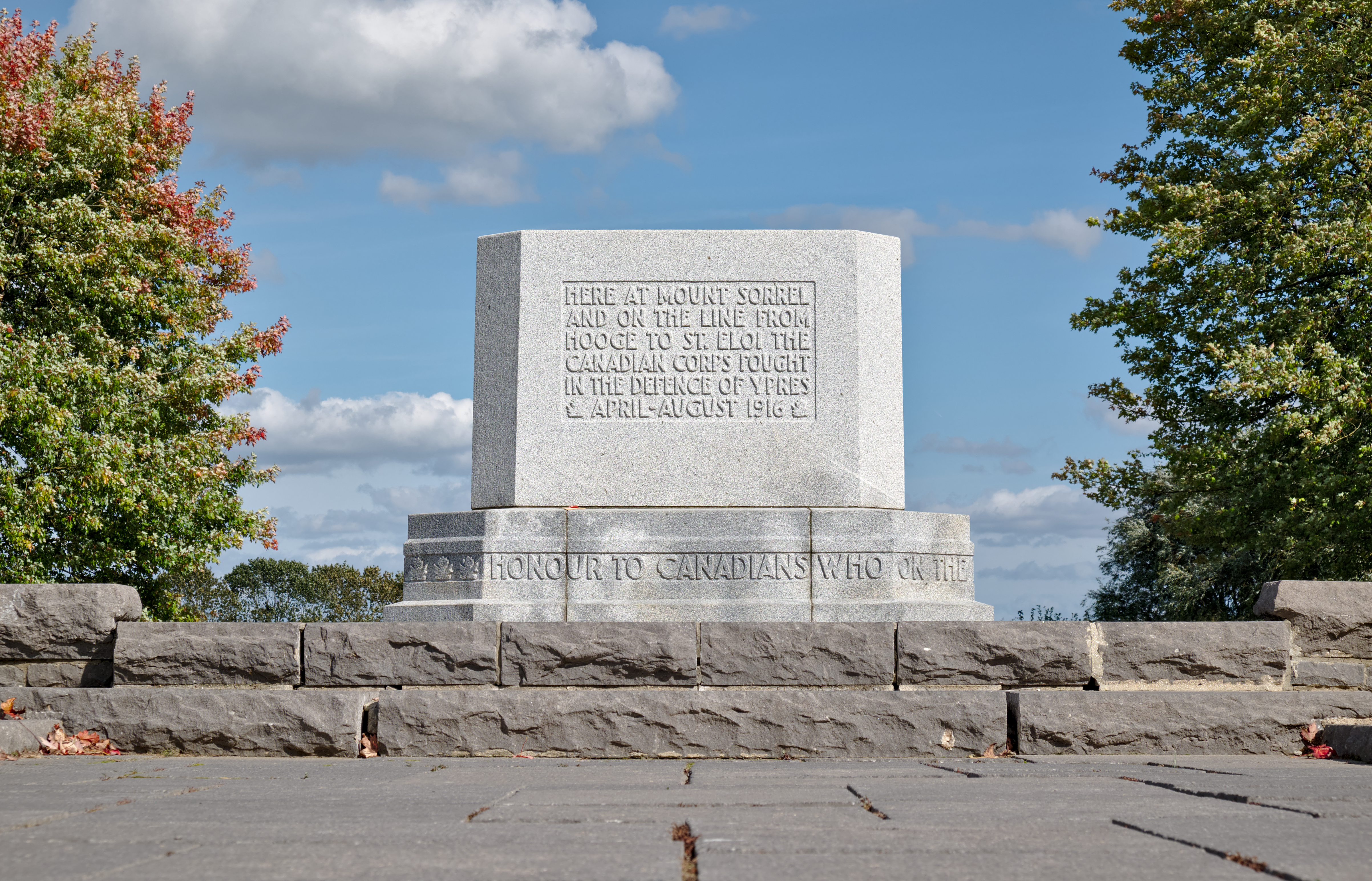
Monument

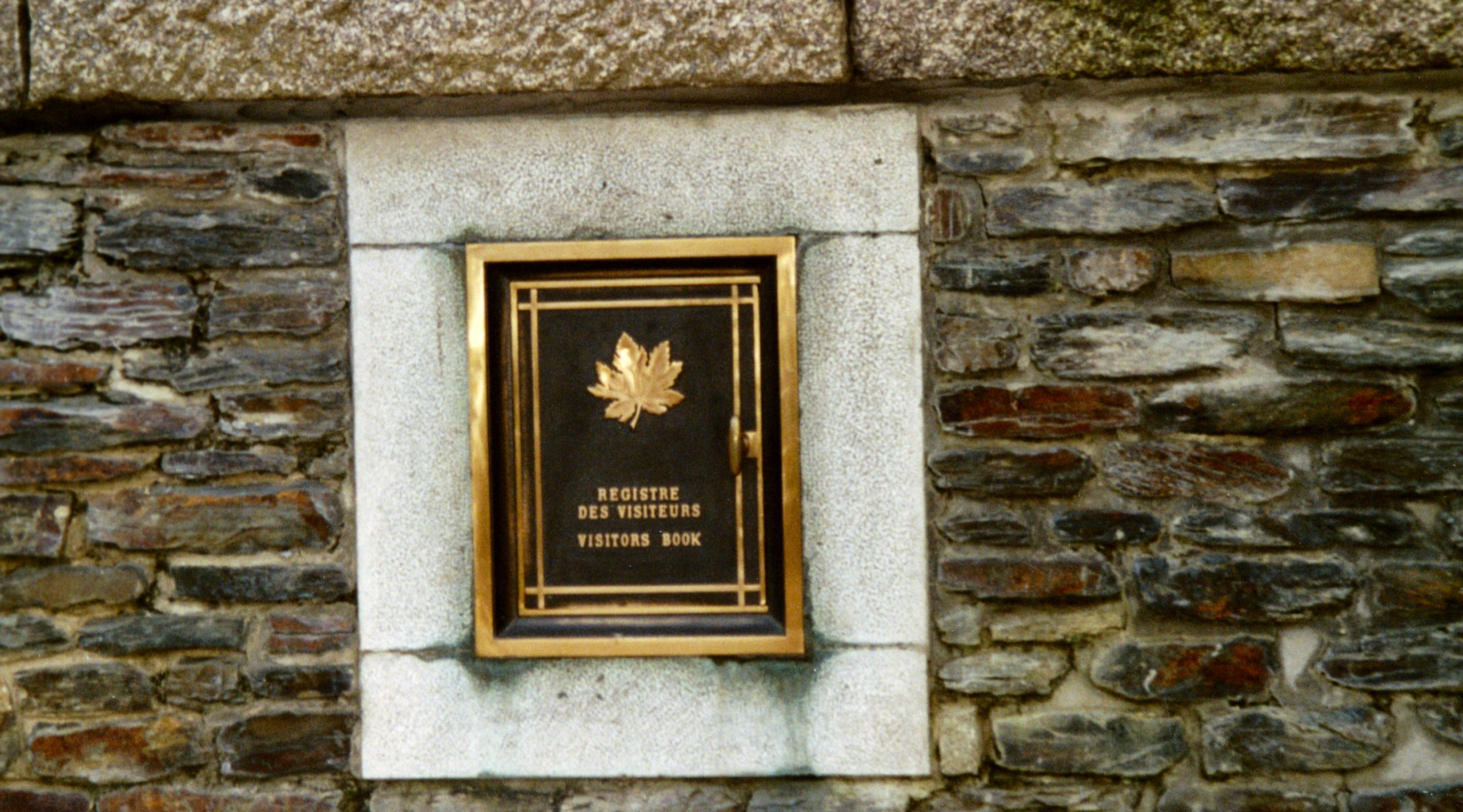

De Canadalaan, aan weerszijden met Canadese esdoorns beplant, eindigt voor het monument in een soort rotonde. De gedenksteen zelf is 15 ton zwaar en bestaat uit wit graniet, afkomstig uit Quebec. 